# Basilia ortizi
Basilia ortizi är en tvåvingeart som beskrevs av Machado-allison 1964. Basilia ortizi ingår i släktet Basilia och familjen lusflugor.
Artens utbredningsområde är Venezuela. Inga underarter finns listade i Catalogue of Life.